# Saint Kitts i Nevis na Letnich Igrzyskach Olimpijskich 2004
Reprezentacja Saint Kitts i Nevis na Letnich Igrzyskach Olimpijskich 2004 w Atenach liczyła dwoje zawodników. Był to trzeci start tego kraju na letnich igrzyskach olimpijskich.

## Wyniki reprezentantów

### Lekkoatletyka
Mężczyźni
| Zawodnik    | Konkurencja  | Bieg eliminacyjny | Bieg eliminacyjny | Ćwierćfinał | Ćwierćfinał | Półfinał | Półfinał | Finał | Finał   |
| Zawodnik    | Konkurencja  | Wynik             | Miejsce           | Wynik       | Miejsce     | Wynik    | Miejsce  | Wynik | Miejsce |
| ----------- | ------------ | ----------------- | ----------------- | ----------- | ----------- | -------- | -------- | ----- | ------- |
| Kim Collins | bieg na 100m | 10,11             | 1                 | 10,05       | 2           | 10,02    | 4        | 10,00 | 6       |

Kobiety
| Zawodnik        | Konkurencja  | Bieg eliminacyjny | Bieg eliminacyjny | Półfinał | Półfinał                      | Finał                         | Finał                         |                               |
| Zawodnik        | Konkurencja  | Wynik             | Miejsce           | Wynik    | Miejsce                       | Wynik                         | Miejsce                       |                               |
| --------------- | ------------ | ----------------- | ----------------- | -------- | ----------------------------- | ----------------------------- | ----------------------------- | ----------------------------- |
| Tiandra Ponteen | bieg na 400m | 52,41             | 4                 | 51,33    | Odpadła z dalszej rywalizacji | Odpadła z dalszej rywalizacji | Odpadła z dalszej rywalizacji | Odpadła z dalszej rywalizacji |